# Onze Lieve Vrouwe Tenhemelopneming (Heino)
De Onze Lieve Vrouwe Tenhemelopneming is een Rooms-Katholieke kerk in de Overijsselse plaats Heino. In 1857 werd begonnen aan de bouw van de eerste kerk, welke op 16 februari 1858 ingezegend en in gebruik genomen werd. Men heeft besloten deze waterstaatskerk na een periode van ruim zestig jaar te vervangen door een nieuwe kerk. Op 29 augustus 1923 werd de eerste steen gelegd van de huidige kerk, welke op 7 oktober 1924 werd ingehuldigd.
Na de Tweede Wereldoorlog waren de torenspits en het leidak door granaattreffers zwaar beschadigd. Het plafond, de gewelven, glas in loodramen, sacristie, klokkenstoel en uurwerk hadden eveneens aanzienlijk schade opgelopen. De schade werd hersteld en in april 1946 opgeleverd. De door de Duitsers geroofde kerkklokken Theresia, Henricus en Maria werden in 1949 vervangen door nieuwe exemplaren.